# 王宗南
王宗南（1955年—），上海人，華東師範大學世界经济专业毕业。曾任上海市黄浦区副区长、任上海百联集团股份有限公司总裁、上海友谊集团股份有限公司董事长、联华超市股份有限公司董事长、光明食品（集团）有限公司董事长等职务。曾是上海高官陈良宇落马前的助理，英国《金融时报》称王宗南是中共前总书记江泽民的亲信。因在职期间对上海国企进行了改革，而有“上海商业教父”的代称。
上海检察网2014年7月28日发布公告，“上海光明食品集团有限公司原董事长王宗南因涉嫌在友谊（集团）有限公司、联华超市股份有限公司任职期间挪用公款、受贿，于昨日被上海市人民检察院第二分院立案侦查。”去年11月27日，王宗南已因身体原因卸任光明食品集团董事长一职。
2014年8月11日，上海市人民检察院在其官方网站发布消息称，因涉嫌在任职期挪用公款、受贿，上海市人民检察院决定对上海光明食品原董事长王宗南予以逮捕。
2015年8月11日，上海市第二中级人民法院对王宗南挪用公款、受贿一案作出一审判决，决定判处王宗南有期徒刑18年，剥夺政治权利5年，并处没收财产100万元人民币（下同）；挪用公款违法所得120万余元、受贿款269万余元及受贿收益833万余元予以追缴。